# Chiloglanis productus
Chiloglanis productus är en fiskart som beskrevs av Ng och Bailey 2006. Chiloglanis productus ingår i släktet Chiloglanis och familjen Mochokidae. Inga underarter finns listade i Catalogue of Life.